# Ruský kuželník

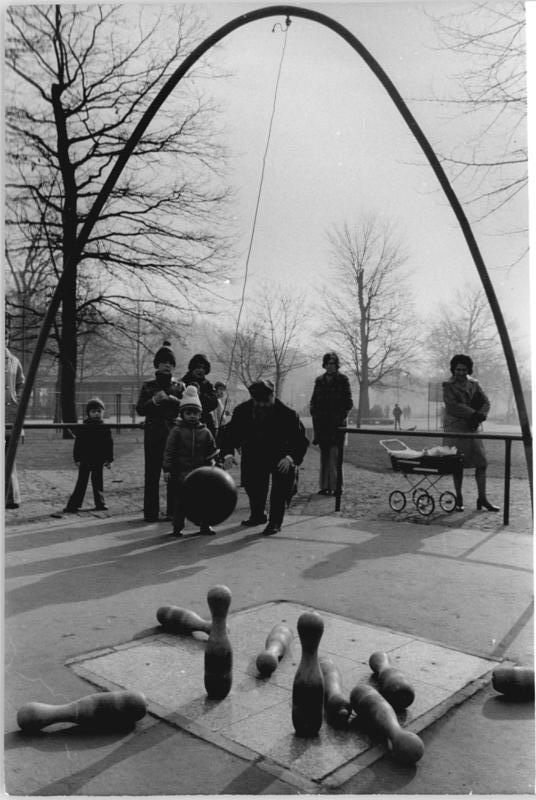
Ruský kuželník v parku

Ruský nebo také závěsný kuželník (ruské kuželky) je společenská hra, jež se obvykle hraje pod širým nebem na zahradě, na hřišti či v parku, je možné ji hrát i v tělovičně nebo v klubovně. Zařízení se skládá z jednoduchého stojanu vysokého přibližně 2 metry (svým tvarem připomíná malou šibenici). Na tomto stojanu je zavěšena na provazu respektive pevně upoutána tvrdá hrací koule, nejčastěji koule dřevěná (může být i plastová). Pod stojanem je umístěna vodorovná deska o rozměrech 50 × 50 centimetrů, na které se staví 9 hracích kuželek (v pravidelném čtvercovém rozestavení 3 × 3). Hráči mohou hrát jak individuálně tak ve družstvech. Hra je vhodná i pro tělesně postižené.

## Pravidla
Hráč se postaví či posadí zhruba 1,2 až 1,4 metru od stojanu, uchopí do rukou upoutanou kouli, kterou posléze vypustí tak, aby se koule upoutaná na závěsu zhoupla a opsala oblouk. Při zpětném zhoupnutí pak koule musí zezadu narazit do stojících kuželek (přímý náraz zepředu není platný) a hráč ji musí zachytit, aby nesrážela další kuželky. Úkolem hráče je shodit co nejvíce kuželek stejně jako je tomu u klasických kuželek nebo při bowlingu. Každý hráč má na sražení kuželek tři hody. První hod je do plně postavených kuželek, další dva jsou na doražení zbylých. Poražené kuželky se z hracího pole odstraňují. Počet sérií o třech hodech není omezen, záleží na domluvě hráčů.

### Bodování[1]
Za každou sraženou figurku získává hráč jeden bod. Mimo to může získat bonifikaci za nestandardní sražení figurek. Bonifikaci lze v rámci série o třech hodech získat pouze jednu.
| Způsob sražení figurek                    | Počet bodů |
| ----------------------------------------- | ---------- |
| Pouze libovolná řada tří krajních kuželek | 5 bodů     |
| Pouze prostřední řada kuželek             | 7 bodů     |
| Pouze prostřední kuželka (kuželka krále)  | 10 bodů    |